# Khalifa bin Hamad al-Thani
Khalifa bin Hamad al-Thani (Ar Rayyan, 17 september 1932 – Doha, 23 oktober 2016) was emir van Qatar van 1972 tot 1995. 
Op 22 februari 1972 nam sjeik Khalifa bin Hamad bin Abdullah Al-Thani het emiraat van Qatar over en begon meteen met het reorganiseren van de regering. Zijn eerste taak was het aanwijzen van een minister voor Buitenlandse Zaken en een persoonlijk adviseur voor de emir (zichzelf dus) ten behoeve van de dagelijkse besprekingen. Op 19 april 1972 wijzigde hij de grondwet en vergrootte hij het kabinet. Op 18 juli 1989 werd voor het eerst de Raad van Mininsters herschikt, waarbij de vorige ministers werden vervangen door vijftien nieuwe ministers. Het kabinet werd op 1 september 1992 opnieuw herschikt en uitgebreid tot zeventien ministers.
In 1981 was hij medeoprichter van de Samenwerkingsraad van de Arabische Golfstaten.
Terwijl Al-Thani in 1995 in het Zwitserse Genève verbleef, pleegde zijn zoon Hamad een geweldloze staatsgreep. Khalifa leefde vanaf die dag in ballingschap in Frankrijk. In 2004 keerde hij terug naar Qatar. Hij was conservatiever dan zijn zoon, maar in het algemeen wordt hij verondersteld degene te zijn die met het moderniseringsproces van het land begon.
De gewezen emir overleed in 2016 op 84-jarige leeftijd.